# おいでん祭 (豊川市)

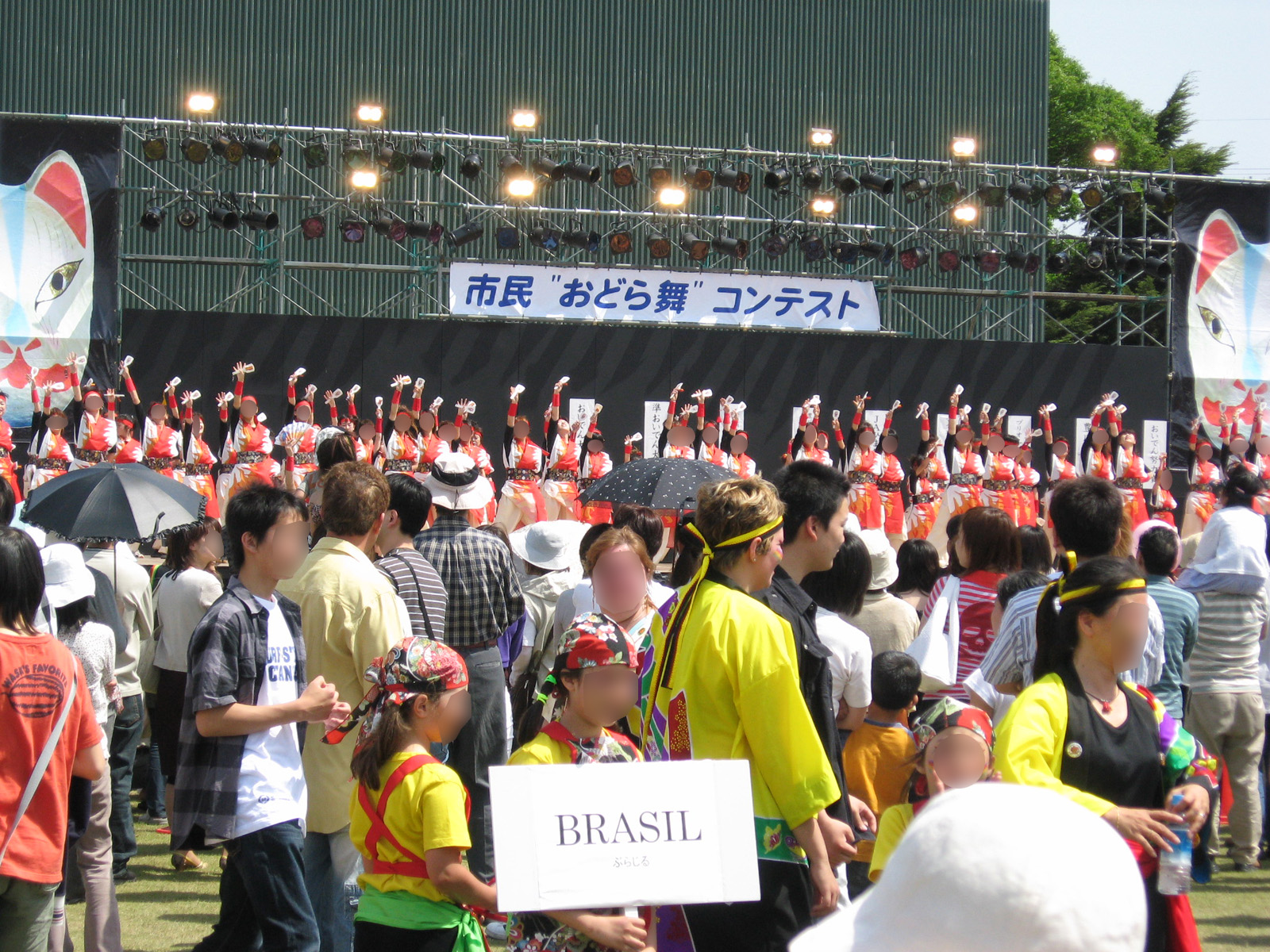
「市民“おどら舞”コンテスト」と観客たち

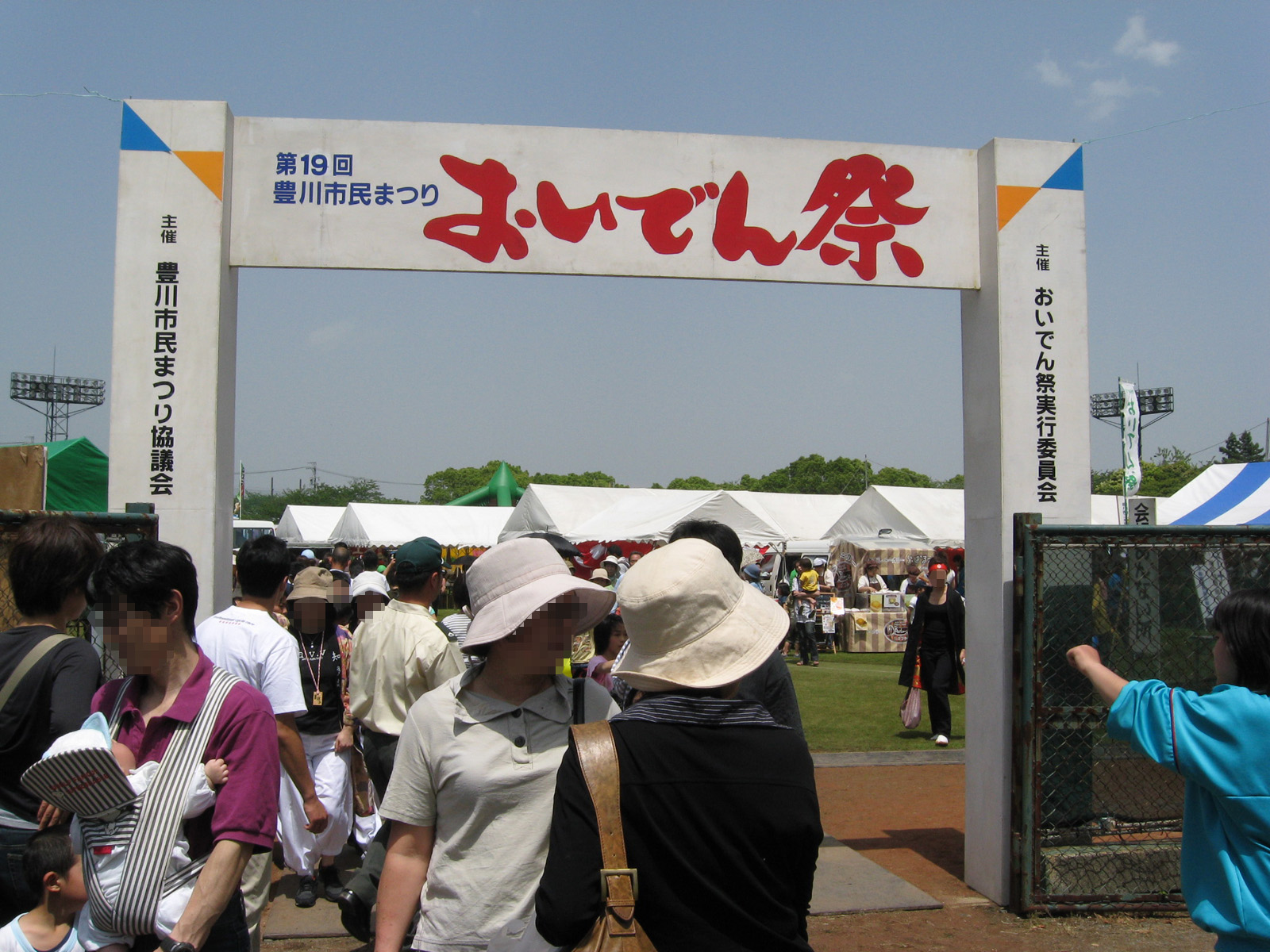
メイン会場入口

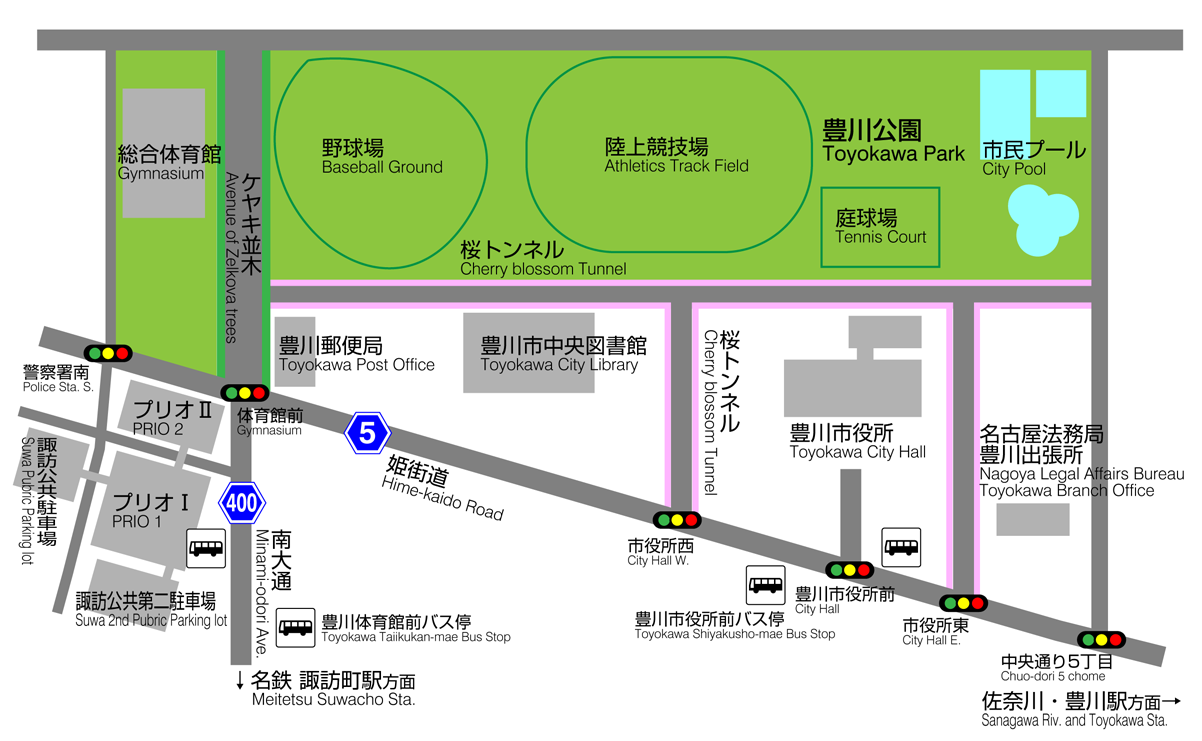
会場周辺図

おいでん祭（おいでんさい）は、愛知県豊川市で毎年5月に行われる祭りである。豊川手筒まつりとともに「豊川市民まつり」と位置づけられており、2日間の開催期間中は多くの市民が訪れ、市中心部は大変賑わう。
なお、東海地方にはこのほかにも「おいでん祭」「おいでんまつり」など似たような名前のイベントが多数存在する（おいでん祭参照）。

## 概要
おいでん祭は毎年5月の第4土曜日・日曜日の2日間にわたって、豊川市中心部の豊川公園一帯で行われる。かつて豊川市には商業祭・農業祭・緑化祭という3つの祭りがあったが、これらを1989年（平成元年）に統合して「おいでん祭」が誕生した。
おいでん祭は豊川公園内にある総合体育館（および体育館前の広場）、野球場、陸上競技場などを使用し、盛大に行われている。野球場がメイン会場、総合体育館前の広場が緑化&グルメ会場、陸上競技場はフリーマーケット会場となる（詳細は後述）。総合体育館と野球場の間にはケヤキ並木（市道）があるが、ここは歩行者天国となる。毎年約10万人以上の人が訪れ、普段はあまり活気のない市中心部は人でいっぱいになる。
2000年（平成12年）からは高知の「よさこい祭り」を取り入れた「よさこいINおいでん祭」を開催し、おいでん祭のメインイベントとなりつつある。また、2003年からは豊川市やその周辺に住む人を対象にした「市民“おどら舞”コンテスト」を開催している。なお「おどら舞」という名前は「踊る+舞い」と「踊らまい」（三河弁で「〜まい」は「〜しよう」を意味する。つまり「踊ろう」という意味）を掛けたものと思われる。また、「おいでん祭」という名称自体も、三河弁の「おいでんさい（おいでなさい）」の「さい」と「祭」を掛けたものであろう。

## イベント

### メイン会場（野球場）
- ステージ
  - よさこいINおいでん祭 野球場メイン会場
  - 市民“おどら舞”コンテスト 会場
  - 大ビンゴ大会
- よさこいINおいでん祭 日車前会場
- 飯田線沿線コーナー
  - JR飯田線沿線、いわゆる三遠南信地域の特産品などを販売している。参加している自治体は愛知県新城市、豊根村、津具村、設楽町、長野県平谷村、売木村、阿智村、大鹿村、天龍村、泰阜村などで、その地域の人が会場に来て販売している。
- 自衛隊コーナー
  - 豊川市にある陸上自衛隊豊川駐屯地が参加。自衛隊グッズの販売や、車両などの展示などを行っている。
- 子ぶたダービー
- 国際交流コーナー
  - 豊川市交際交流協会が主催。豊川市のフレンドシップ国であるフィリピンとペルー、また、関係の深いマレーシアの文化を紹介したり、食べ物などを販売している。
- 古本市
  - 古本を販売している。雑誌や文庫本が中心で、雑誌は1冊10円、文庫本・単行本は30円（2007年の場合）。おいでん祭終了間際になって売れ残っている本は無料になることもある。
- JAひまわり
  - 車椅子体験コーナーや農作物の販売などを行っている。
- 東三河法人会
  - 税金クイズを行っている。クイズに答えると記念品がもらえる。
- その他
  - その他にも市内外の数多くの企業や団体が参加している。

### 緑化&グルメ会場（総合体育館前広場）
- 飲食物販売
  - ラーメン、うどん、フランクフルト、アイスクリーム、五平餅などを販売するテントが並ぶ。五平餅は奥三河地域の郷土料理であり、新城市、設楽町などから来た人たちがそれぞれテント（店）を設け、味や価格で競い合っている。
- 愛知県警察コーナー
  - 警察のPRイベントを開催している。愛知県警のマスコットキャラクター「コノハけいぶ」の着ぐるみも登場する。そのほかに白バイにまたがることができたり、警察官採用試験の申し込みも受け付けている。
- 市の木・市の花の展示・販売
- 緑化苗木の無料配布
- 献血コーナー

### フリーマーケット会場（陸上競技場）
- フリーマーケット
  - 陸上競技場全体を使用したフリーマーケットを開催している。
- よさこいINおいでん祭 陸上競技場会場

### プリオ
プリオは豊川市の商業施設で総合体育館の前にある。
- 映画の上映
- よさこいINおいでん祭 プリオ会場
  - プリオIとプリオIIの間の道で行われる。

### ケヤキ並木（総合体育館と野球場の間）
ケヤキ並木は普段は道路として使われているが、おいでん祭や豊川手筒まつりのときには車両通行止め（歩行者天国）になる。
- 屋台
  - 各種飲食物やゲームなどの屋台が並ぶ
- ねこバス
  - 「となりのトトロ」に登場する「ねこバス」がケヤキ並木にやってくる。子供に人気がある。
- よさこいINおいでん祭 ケヤキパレード会場・グルメ前会場・郵便局前会場

## 開催日時
- 5月の第4土曜日・日曜日（2日間）※ 平成25年は5月25.26日
- 10:00～17:00
- 雨天中止（雨天時には市の公式サイトに中止か決行かを掲載）

## アクセス
鉄道・バス
- 名鉄豊川線 諏訪町駅より徒歩で約5分。
- 豊鉄バス：豊川線・新豊線「豊川体育館前」停留所下車、徒歩ですぐ。

車（自家用車）
- 諏訪公共駐車場（立体駐車場）や臨時駐車場があるが、なるべく公共交通機関を利用するよう呼びかけている。